# Unipol Arena
De Unipol Arena is een multifunctionele arena in de Italiaanse plaats Casalecchio di Reno. De arena droeg oorspronkelijk de naam Palasport Casalecchio. Van 1998 tot 2008 ging de arena als PalaMalaguti door het leven, daarna van 2008 tot 2011 als Futureshow Station. Sindsdien draagt de arena zijn aan een verzekeringsmaatschappij ontleende naam. Naast basketbal en andere sporten worden er ook concerten gehouden in de arena.

## Architecten
De arena werd gebouwd in december 1993 en werd ontworpen door Mauro Checcoli en Franco Zarri.

## Sport
Het zal de thuishaven voor twee sportteams uit Bologna worden, Fortitudo Pallacanestro Bologna en Virtus Pallacanestro Bologna. Alleen het laatste team bleef over, Fortitudo Pallacanestro Bologna ging spelen in de Land Rover Arena. Later ging Fortitudo toch spelen in de Arena.

## Uitbreiding
In 2008 werden er diverse werkzaamheden uitgevoerd, onder andere zes nieuwe beeldschermen, een nieuwe houten vloer en nieuwe stoelen werden geïnstalleerd. Daarnaast werd er een museum ingericht over de geschiedenis van Virtus.

## Capaciteit
De capaciteit van de arena is 11.000 toeschouwers. Dit kan oplopen tot 20.000 toeschouwers door het gebruik van meerdere verdiepingen.

## Concerten

### Palasport Casalecchio
| Datum             | Artiest         | Onderdeel van tournee        |
| ----------------- | --------------- | ---------------------------- |
| 20 april 1994     | Bryan Adams     |                              |
| 2 mei 1994        | Jovanotti       | Lorenzo 1994 In Concerto     |
| 27 februari 1995  | R.E.M.          | Monster Tour                 |
| 30 mei 1995       | Elton John      | Made in England Tour         |
| 22 september 1995 | Zucchero        | Spirito DiVino Tour Mondiale |
| 9 februari 1996   | David Bowie     | Outside Tour                 |
| 16 april 1996     | Vasco Rossi     | Nessun Pericolo Per Te Tour  |
| 1 mei 1996        | Sting           | Mercury Falling Tour         |
| 15 mei 1996       | AC/DC           | Ballbreaker World Tour       |
| 22 mei 1996       | Luciano Ligabue | Buon compleanno Elvis! Tour  |
| 27 september 1996 | Tina Turner     | Wildest Dreams Tour          |
| 28 september 1996 | Tina Turner     | Wildest Dreams Tour          |
| 9 mei 1997        | Jovanotti       | Lorenzo Tour 1997            |
| 15 november 1997  | Oasis           | Be Here Now Tour             |

### PalaMalaguti
| Datum             | Artiest                                      | Onderdeel van tournee              |
| ----------------- | -------------------------------------------- | ---------------------------------- |
| 5 maart 1998      | Spice Girls                                  | Spiceworld Tour                    |
| 26 september 1998 | Depeche Mode                                 | The Singles Tour                   |
| 17 april 1999     | Bruce Springsteen & the E Street Band        | Reunion Tour                       |
| 7 november 1999   | The Cranberries                              | Loud and Clear Tour                |
| 30 november 1999  | Luciano Ligabue                              | Miss Mondo Tour                    |
| 7 december 1999   | Jovanotti                                    | Tour '99                           |
| 27 september 2000 | The Smashing Pumpkins                        | Sacred and Profane Tour            |
| 25 oktober 2001   | Depeche Mode                                 | Exciter Tour                       |
| 10 maart 2002     | The Cranberries                              |                                    |
| 18 oktober 2002   | Bruce Springsteen & the E Street Band        | The Rising Tour                    |
| 5 februari 2003   | Red Hot Chili Peppers                        | By the Way World Tour              |
| 4 maart 2003      | Luciano Ligabue                              | Fuori come va? Tour                |
| 6 mei 2003        | Peter Gabriel                                | Growing Up                         |
| 11 december 2003  | Metallica                                    | Madly in Anger with the World Tour |
| 6 februari 2004   | Dream Theater                                | Train of Thought Tour              |
| 9 februari 2005   | Anastacia                                    | Live at Last Tour                  |
| 4 juni 2005       | Bruce Springsteen                            | Devils & Dust Tour                 |
| 1 oktober 2005    | Jamiroquai                                   |                                    |
| 30 oktober 2005   | Octavarium Tour                              |                                    |
| 15 november 2005  | Coldplay                                     | Twisted Logic Tour                 |
| 21 maart 2006     | Eros Ramazzotti                              |                                    |
| 22 maart 2006     | Eros Ramazzotti                              |                                    |
| 19 mei 2006       | Carmen Consoli                               |                                    |
| 22 juni 2006      | Tool                                         | 10,000 Days Tour                   |
| 14 september 2006 | Pearl Jam                                    | 2006 World Tour                    |
| 1 oktober 2006    | Bruce Springsteen & The Seeger Sessions Band | Sessions Band Tour                 |
| 16 oktober 2006   | Ben Harper & The Innocent Criminals          | Burn to Shine Tour                 |
| 30 november 2006  | Francesco Guccini                            |                                    |
| 2 december 2006   | Muse                                         | Black Holes and Revelations Tour   |
| 23 oktober 2007   | Take That                                    | Beautiful World Tour 2007          |
| 24 november 2007  | Subsonica                                    | Eclipse Tour                       |
| 27 november 2007  | The Chemical Brothers                        |                                    |
| 3 februari 2008   | The Smashing Pumpkins                        | 20th Anniversary Tour              |
| 15 maart 2008     | Gianna Nannini                               |                                    |
| 14 juni 2008      | Jovanotti                                    | Safari Tour                        |

### Futurshow Station
| Datum             | Artiest            | Onderdeel van tournee               |
| ----------------- | ------------------ | ----------------------------------- |
| 26 september 2008 | R.E.M.             | Accelerate Tour                     |
| 29 september 2008 | Coldplay           | Viva la Vida Tour                   |
| 5 december 2008   | Negramaro          | La finestra Tour                    |
| 3 april 2009      | Laura Pausini      | World Tour 2009                     |
| 11 mei 2009       | Tiziano Ferro      | Alla mia età Tour                   |
| 29 oktober 2009   | Dream Theater      | Progressive Nation 2009             |
| 11 november 2009  | Green Day          | 21st Century Breakdown World Tour   |
| 15 november 2009  | Gianna Nannini     | Giannadream Tour                    |
| 21 november 2009  | Muse               | The Resistance Tour                 |
| 25 november 2009  | Depeche Mode       | Tour of the Universe (Depeche Mode) |
| 29 november 2009  | Placebo            | Battle for the Sun Tour             |
| 5 december 2009   | Laura Pausini      | World Tour 2009                     |
| 7 december 2009   | Eros Ramazzotti    | Ali e Radici Tour                   |
| 9 december 2009   | Fiorello           |                                     |
| 26 maart 2010     | Fiorello           |                                     |
| 18 mei 2010       | Elisa              |                                     |
| 22 september 2010 | Vasco Rossi        | Tour Europe indoor                  |
| 23 september 2010 | Vasco Rossi        | Tour Europe indoor                  |
| 27 september 2010 | Vasco Rossi        | Tour Europe indoor                  |
| 28 september 2010 | Vasco Rossi        | Tour Europe indoor                  |
| 2 oktober 2010    | Vasco Rossi        | Tour Europe indoor                  |
| 3 oktober 2010    | Vasco Rossi        | Tour Europe indoor                  |
| 13 november 2010  | Fiorello           |                                     |
| 3 december 2010   | Kings of Leon      | Come Around Sundown Tour            |
| 8 december 2010   | 30 Seconds to Mars | Into The Wild Tour                  |
| 16 april 2011     | Subsonica          | Eden Tour                           |
| 2 mei 2011        | Shakira            | The Sun Comes Out World Tour        |
| 5 mei 2011        | Jovanotti          | Ora Tour                            |

### Unipol Arena
| Datum            | Artiest                     | Onderdeel van tournee            |
| ---------------- | --------------------------- | -------------------------------- |
| 26 november 2011 | Paul McCartney              | On the Run Tour                  |
| 3 december 2011  | Francesco Guccini           |                                  |
| 13 april 2012    | Tiziano Ferro               | L'amore è una cosa semplice Tour |
| 17 april 2012    | Laura Pausini               | Inedito World Tour               |
| 11 oktober 2012  | Jennifer Lopez              | Dance Again World Tour           |
| 23 oktober 2012  | Slash                       | Apocalyptic Love World Tour      |
| 16 november 2012 | Muse                        | The 2nd Law Tour                 |
| 12 december 2012 | Rob Zombie & Marilyn Manson | Twins of Evil Tour               |
| 23 maart 2013    | Justin Bieber               | Believe Tour                     |
| 13 april 2013    | Sensation White             |                                  |
| 26 april 2013    | Rammstein                   | Made in Germany 1995–2011        |
| 6 juni 2013      | Green Day                   | 99 Revolutions Tour              |